# Automotrice FRT/SSIF ABDe 4/4

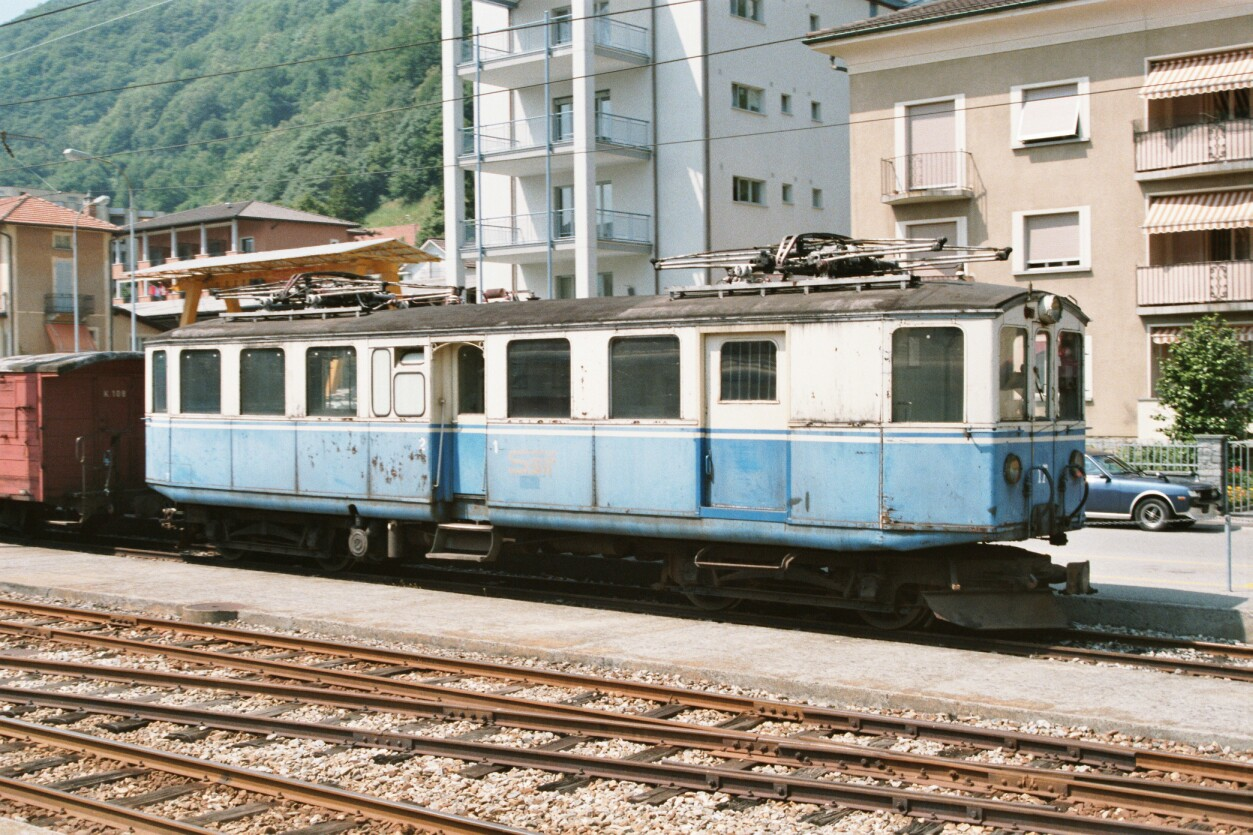
Automotrice FART ABDe 4/4 17 en gare de Locarno (1986)

L'Automotrice SSIF/FRT BCFe 4/4 est un véhicule ferroviaire à voie métrique, commandé en 8 exemplaires en 1923, par les compagnies italienne Società Subalpina di Imprese Ferroviarie - SSIF et Ferrovie Regionali Ticinesi - FRT au groupement de constructeurs italiens Carminati & Toselli pour la structure et la partie mécanique et Tecnomasio pour la partie électrique.
À l'origine, les unités 11 à 16 appartenaient à SSIF et les unités 17 & 18 à FRT (qui sera renommée FART en 1961. Elles disposaient du même aménagement intérieur en 2e et 3e classe et d'un fourgon à bagages. Avec la suppression de la 3e classe en 1956, elles ont été renommées ABFe 4/4 puis, ABDe 4/4 en 1960 et ont été réaménagées avec 36 places assises dont 6 en 1re classe et 30 en 2e classe et d'un fourgon à bagages.

## Histoire
Les 8 automotrices SSIF/FRT BDFe 4/4 11-18 ont été fabriquées par le constructeur italien Carminati & Toselli dans son usine de Milan. L'équipement électrique a été fourni par Tecnomasio. Les véhicules étaient homologués pour transporter des passagers et tracter une charge remorquée de 65 tonnes sur la rampe avec une pente de 62 pour mille à une vitesse de 20 km/h. Le service global, voyageurs et marchandises, pour les deux compagnies FRT et SSIF sur la ligne transfrontalière italo-suisse Domodossola-Locarno a été réalisé avec ces unités jusqu'au milieu des années 1960/70. Renommées ABFe 4/4 en 1956 avec la suppression de la 3e classe puis, ABDe 4/4 en 1960 avec le changement de dénomination sociale de FRT en FART, elles ont été secondées par 4 rames ABe 8/8, qui inauguraient le service de trains express internationaux et qui ont permis de réduire de 20 minutes la durée du trajet entre Domodossola et Locarno.
Sur les deux exemplaires de propriété de la compagnie suisse FRT :
- l'unité ABDe 4/4 17 a été vendue à SSIF en 1963 qui l'a louée à FART jusqu'en 1990 puis restaurée pour une utilisation en train historique. Transformée en septembre 2009 en véhicule de service, chasse-neige, a été radiée en 2015.
- l'unité ABDe 4/4 18 a été adaptée avec un frotteur capteur de courant latéral en 1945 pour être utilisée sur la ligne Vallemaggia[2](Locarno-Ponte Brolla-Bignasco). Vendue à SSIF après une collision avec l'automotrice FART ABe 8/8 22 en août 1967, elle a été entièrement reconstruite par SSIF avec une structure métallique et classée De 4/4 18 en véhicule de service.

## Caractéristiques techniques
L'automotrice mono caisse repose sur un châssis métallique supportant une structure en bois habillée avec une carrosserie en tôle peinte, comme le voulait la technique de l'époque. Les unités encore en service en 1960, ont été reconstruites avec une structure métallique. La caisse avait une longueur maximale de 14,40 m et un empattement de 8,50 m, longueur maximale en fonction du faible rayon de courbure de la voie. Les deux bogies sont moteurs. Les automotrices ont été homologuées comme unités de transport de voyageurs et de tractage de wagons de marchandises. Les moteurs de traction Tecnomasio développent une puissance continue de 340 kW, le freinage est assuré par un triple système, pneumatique, électrodynamique et un secours à main.
Tableau des unités FRT & SSIF : 
| N° | SSIF | FRT  | Modif. | Radiation | Remarques                                                            |
| -- | ---- | ---- | ------ | --------- | -------------------------------------------------------------------- |
| 11 | 1923 | -    | -      | 1959      | Démolie en 1966                                                      |
| 12 | 1923 | -    | -      | 1980      | Démolie en 1981                                                      |
| 13 | 1923 | -    | -      | 1959      | Vendue à Ferrovia Trento-Malé-Mezzana                                |
| 14 | 1923 | -    | -      | 1960      | Démolie en 1963                                                      |
| 15 | 1923 | -    | -      | 1959      |                                                                      |
| 16 | 1923 | -    | 1975   |           | Reconstruite en 1975, transformée en véhicule de service             |
| 17 | 1967 | 1923 | 1963   | -         | Vendue à SSIF en 1963, restaurée en véhicule historique en 1990      |
| 18 | -    | 1923 | 1972   | 1967      | Accidentée en 1967 et vendue à SSIF (ferraille).Reconstruite en 1972 |

## Curiosité
En 1945, après que deux des trois unités en service sur la ligne LPB Locarno–Ponte Brolla–Bignasco aient été endommagés lors d'une collision frontale, une unité de remplacement s'est rendue nécessaire de toute urgence. La direction de FRT décida d'utiliser l'automotrice BCFe 4/4 18 en remplaçant son pantographe un frotteur de contact latéral. Elle a circulé sur la ligne de la vallée de la Maggia pendant plus d'un mois avant de retourner sur la ligne d'origine. En 1962, elle fut de nouveau utilisée, à titre expérimental, puis régulièrement, à partir de 1964/65, sur la ligne de la vallée de la Maggia. Après la fermeture de la ligne, le frotteur de contact a été retiré et le pantographe a été réinstallé.